# Amstel
«Amstel» — колишня нідерландська броварня. Заснована 11 червня 1870 року в Амстердамі, названа на честь річки Амстел, на березі якої було засновано завод. У 1968 році її придбала компанія Heineken International, а в 1982 році пивоварню було знесено — виробництво перенесли на головний завод Heineken в Зутервауде.

## Історія компанії
У 1872 році завод «Amstel» щорічно виробляв близько 10 000 гектолітрів пива. Спочатку пиво споживали здебільшого в Амстердамі, але вже з 1883 року були організовані поставки у Велику Британію та Індонезію.
Бізнес динамічно розвивався: в 1926 році на компанію «Amstel» приходилась третина експорту всього нідерландського пива. У 1954 році компанія першою із нідерландських броварень будує завод за межами Нідерландів — в Суринамі, в 1958 році — в Йорданії. У 1960 році було відкрито третю філію заводу «Amstel» — Антильську броварню на Кюрасао, в 1963 році з'являються ще дві — в Греції та в Пуерто-Рико.
1968 року компанію купив концерн «Heineken», після чого пиво «Amstel» почало вироблятись як на підприємствах концерну «Heineken», так і на власному заводі в Амстердамі. У 1972 році завод в Амстердамі закрили й основне виробництво було перенесено на завод «Heineken» в місті Зутервауде.

## Компанія в наш час
Нині бренд «Amstel» є другим за значимістю й обсягом продажів корпоративним брендом концерну «Heineken N.V.». «Heineken» пропонує понад 10 сортів пива під маркою «Amstel». Упродовж року продається близько 36 мільйонів літрів пива під цією торговою маркою. Протягом 10 років — з середини 1990-х по 2006 рік — пиво «Amstel» було титульним спонсором Ліги чемпіонів УЄФА.